# San (cercle)
San is een bestuurlijke eenheid die deel uitmaakt van de regio Ségou in het noordoosten van Mali. In de cercle San woonden in 2009 333.613. De hoofdstad heet eveneens San.
San is verder onder te verdelen in de volgende communes:
- Baramandougou
- Dah
- Diakourouna
- Diéli
- Djéguena
- Fion
- Kaniegué
- Karaba
- Kassorola
- Kava
- Moribila
- N'Goa
- N'Torosso
- Niamana
- Niasso
- Ouolon
- San
- Siadougou
- Somo
- Sourountouna
- Sy
- Téné
- Teneni
- Tourakolomba
- Waki